# 콘스탄티노스 아크라토풀로스
콘스탄티노스 아크라토풀로스(Κωνσταντίνος Ακρατόπουλος)는 그리스의 테니스 선수이다. 그는 아테네에서 열린 1896년 하계 올림픽에 참가했다.
아크라토풀로스는 남자 단식 경기에서 부전승으로 1라운드를 손쉽게 올랐다. 2라운드에서는 은메달리스트인 이집트의 디오니시오스 카스다글리스에게 져서 공동 5위가 되었다.
남자 복식 경기에서는 형제인 아리스티디스 아크라토풀로스와 같이 짝을 이뤄서 출전했다. 이 팀은 1라운드에서 금메달리스트 팀인 독일의 프리드리히 브라운과 영국의 존 피우스 볼랜드에게 졌다. 출전한 5팀 중 공동 4위를 기록했다.